# Пумпур, Андрей Индрикович
Андре́й И́ндрикович Пу́мпур (Андрей Пумпурс, латыш. Andrejs Pumpurs; 10 [22] сентября 1841, хутор Кейраны, Лиелюмправа, Рижский уезд, Лифляндская губерния (ныне Бирзгальская волость) — 23 июня [6 июля] 1902, Рига) — латышский поэт, один из ярких представителей «народного романтизма».
Автор эпоса «Лачплесис», классического произведения латышской литературы. Помимо «Лачплесиса» написал ряд сатирических стихотворений.

## Биография
Из семьи малоземельного крестьянина Лиелюмправской волости Индрикиса Пумпура. Вместе с женой Лизой они жили на хуторе «Кейраны» на левом берегу Даугавы. Мальчик учился в Леневардской приходской школе (1853—1856).
В 1856 году Андрей с отцом отправился в Литву работать на винокурне, а после возвращения работал у дяди в хозяйстве «Лачплеши».
В 1858 году начал работать помощником землемера в Лифляндии: Рембатском поместье, Таурупе, Цирстах, Огре, Леймани и т.д.
Важнейший период начался с 1867 года, когда по 1872 год он работал в обоих поместьях Пиебалги, где познакомился с местной интеллигенцией, в том числе литераторами братьями Каудзите. В это время он стал писать свои первые сатирические стихи.
С 1872-го по 1874 год Пумпур служил управляющим поместья и лесником в Юмурде. В 1873 году, участвуя в Первом вселатвийском празднике песни в Риге, он познакомился с одним из идеологов Латышского пробуждения поэтом Аусеклисом.
Живя в Риге с 1874-го по 1876 год, Пумпур работал управляющим на фабрике Рихарда Томсона. Вместе с Бернгардом Дириком он открыл книжный магазин.
В августе 1876 года из-за финансовых трудностей Пумпур уехал в Москву и в сентябре был принят добровольцем в полк, который должен был отправляться на помощь сербам в Русско-турецкой войне. Ему были поручены обязанности топографа, однако на линию фронта полк попал, только когда было заключено перемирие, а в феврале 1877 года — и мирный договор.
В 1877 году в возрасте 36 лет Пумпур поступил и в 1878 году окончил юнкерское училище в Одессе, параллельно частично освоив гимназический курс. Там он начал сочинять свой эпос.
В 1880 году, продолжая службу в Русской императорской армии, Пумпур снова оказался в Риге и в дальнейшем служил в Остзейском крае.
Его эпос «Лачплесис» был опубликован в год Праздника песни 1888 г. и заложил основу важнейшего национального эпического характера «латышского героя», выиграв конкуренцию с другими аналогичными эпосами, созданными в тот же период. Например, вышедший в 1891 году «Ниедришу Видвутс» Екаба Лаутенбаха-Юсминьша был впоследствии практически забыт.
В 1890 году Пумпур был повышен в чине до штабс-капитана. В 1896 году его перевели в Двинск на вещевой склад, где он занимался поставкой снаряжения для армии. В Двинске он познакомился с Ансисом Гулбисом, который стал издателем его работ.
По служебной необходимости в это время Пумпурс побывал на Кавказе, в Средней Азии, на Дальнем Востоке, на Цейлоне и в других отдалённых местах. В 1901 году после возвращения из Китая офицер тяжело заболел ревматизмом и в июле 1902 года скончался в Риге, в военном госпитале. Ранее в Двинске умерли его дочь и сын.
Похоронен на рижском Большом кладбище. На его могиле в 1929 году установлен памятник работы Карлиса Зале.

## Память
- Именем Андрея Пумпура названы улицы в Риге[3] и многих других городах Латвии.
- В 1932 году была открыта мемориальная доска в Даугавпилсе у дома на улице Миера, 53. После того, как этот дом сгорел, в 1991 году на этом месте был установлен мемориальный камень[2].
- В центре Даугавпилса в сквере, носящем имя поэта, установлен памятник (скульптор Е. Волкова).
  - На стене Интенданства, к 180-летию со дня рождения, где служил А. Пумпур, будет открыта мемориальная доска, ул. А. Пумпура,99[6]. Открытие в 11.00[7]. Церемония открытия памятной доски[8].
- В Лиелварде, в бывшей клети поместья, в 1970 году был открыт музей поэта[2].
- В 1961 году была выпущена почтовая марка СССР, посвященная Пумпуру.
- Колхоз «Лачплесис» в 1977 году учредил литературную премию имени Пумпура[3].
- В 1991 году на месте хутора «Кейраны» был установлен памятник Пумпуру[2].

Памятники и почтовая марка
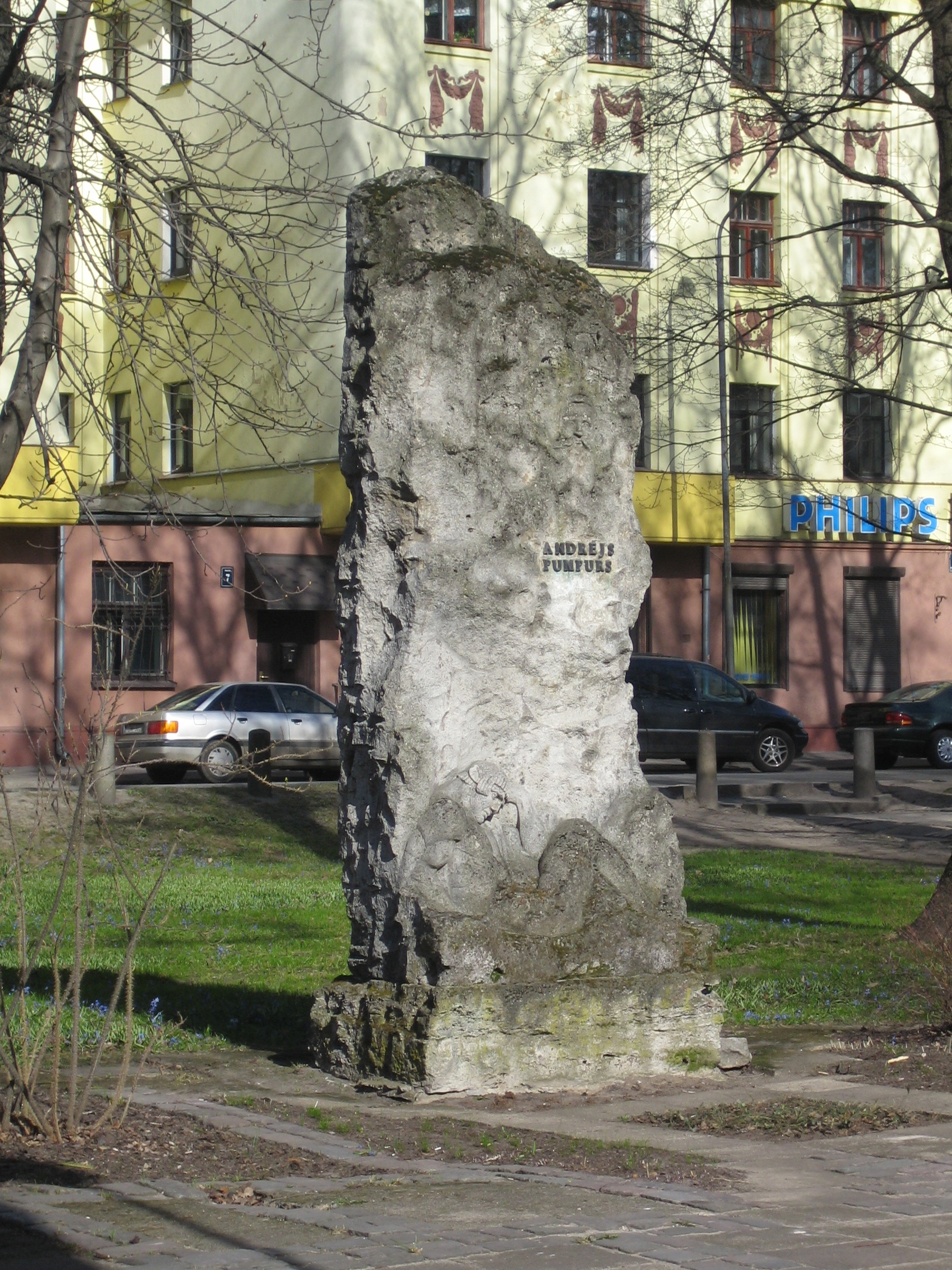
Памятник на могиле Андрея Пумпура
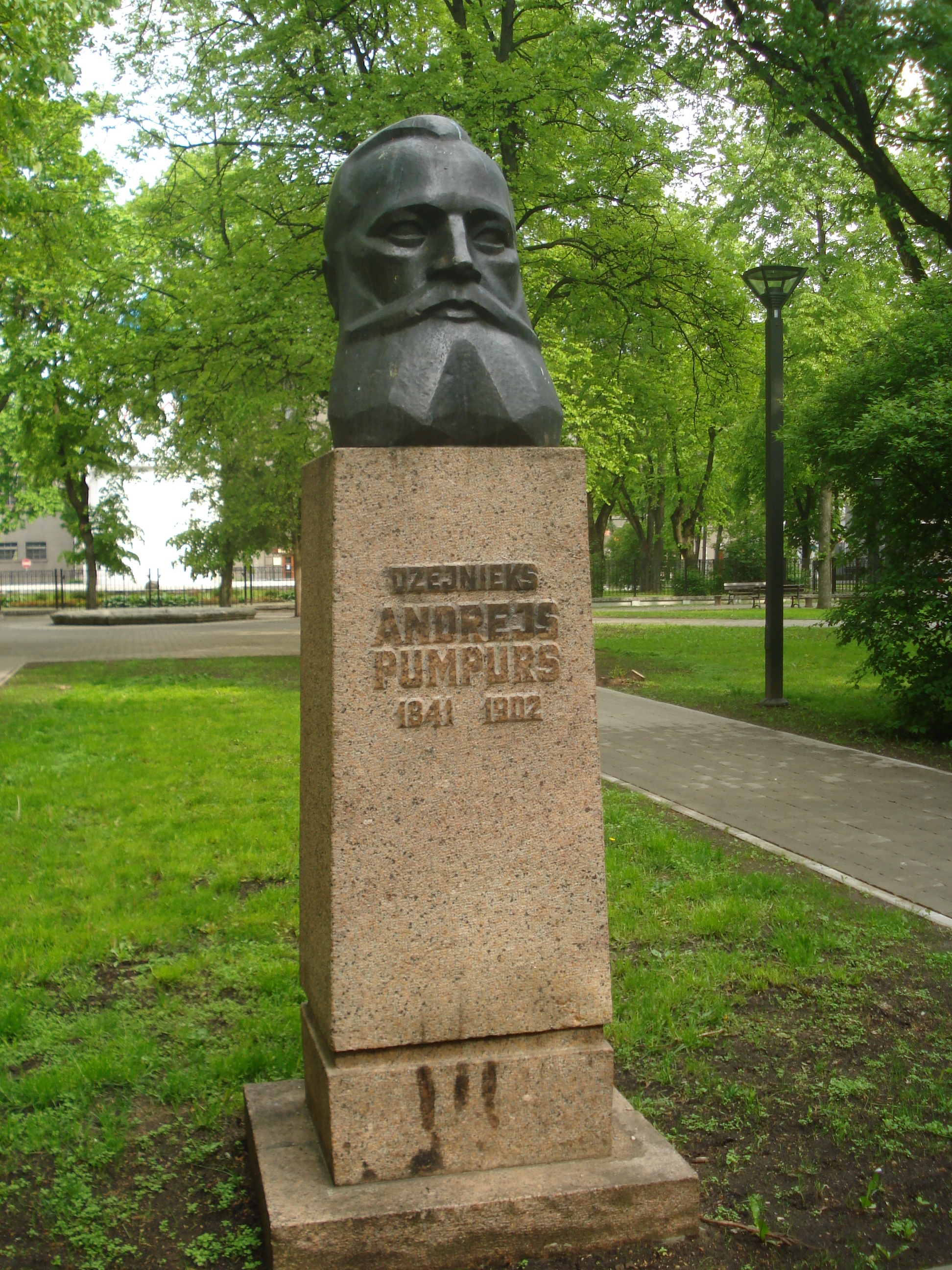
Бюст в сквере Пумпура (Даугавпилс)
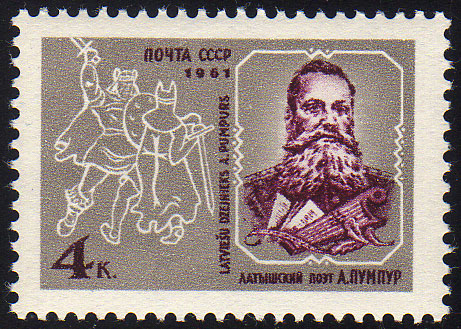
Почтовая марка СССР, 1961 год
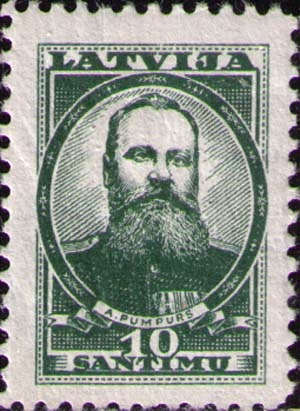
Почтовая марка Латвия, 1936 год
Школа имени А. Пумпура

## Творчество
В печати дебютировал в 1869 году. Помимо «Лачплесиса», издал сборник стихов „Tēvijā un svešumā“ («На родине и на чужбине», 1890) и путевые очерки „No Daugavas līdz Donavai“ («От Даугавы до Дуная»; 1895). В стихотворениях «Иманта» и «Синегорье (Zilaiskalns)», как и в эпосе, представлена дуальная мифопоэтическая картина мира: «благому Востоку» (к которому относится и Балтия) противостоит «злой Запад» (немецкий, порабощающий), указывает этнолог Светлана Рыжакова.
Эпос «Лачплесис» переведён на русский язык в 1945 году (В. В. Державин), научное издание вышло в 1975 году. В 1983 году Л. В. Копылова выполнила новый перевод на русский язык.

## Произведения
- 1888 — «Лачплесис. Латышский народный герой» — героический эпос.
- 1890 — «На родине и на чужбине» — сборник стихов.